# Vicques (Suïssa)
Vicques és un antic municipi del cantó del Jura, situat al districte de Delémont. L'1 de gener de 2013 es va fusionar amb Montsevelier i Vermes i formar el municipi Val Terbi.

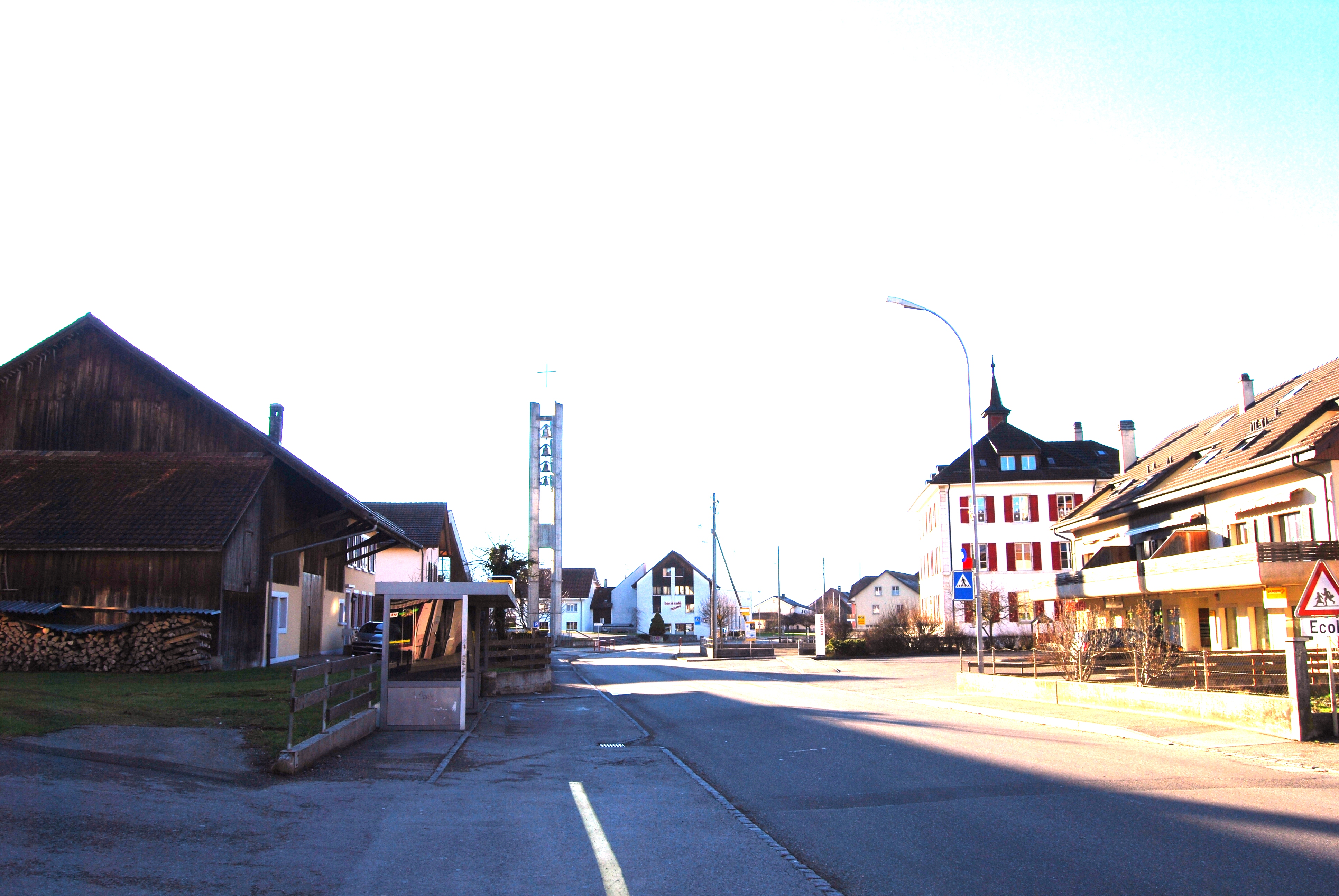
Vicques